# Bilaua
Bilaua là một thị xã và là một nagar panchayat của quận Gwalior thuộc bang Madhya Pradesh, Ấn Độ.

## Địa lý
Bilaua có vị trí 26°02′B 78°16′Đ / 26,03°B 78,26°Đ Nó có độ cao trung bình là 236 mét (774 foot).

## Nhân khẩu
Theo điều tra dân số năm 2001 của Ấn Độ, Bilaua có dân số 11.522 người. Phái nam chiếm 53% tổng số dân và phái nữ chiếm 47%. Bilaua có tỷ lệ 55% biết đọc biết viết, thấp hơn tỷ lệ trung bình toàn quốc là 59,5%: tỷ lệ cho phái nam là 66%, và tỷ lệ cho phái nữ là 42%. Tại Bilaua, 16% dân số nhỏ hơn 6 tuổi.